# Tirumala septentrionis
Tirumala septentrionis là một loài bướm trong họ Danainae được tìm thấy ở Đông Nam Á và Nam Á.
Loài bướm này phân bố ở Himalayas từ Simla đến Sikhim, đến Assam, Myanmar và Đông Nam Á. Cả con đực và con cái đều di cư với số lượng dường như bằng nhau.
Sâu bướm giống sâu bướm của loài T. limniace (xem Jour. Bomb. N. H. Soc. x, 1896, p. 240). MacKinnon và de Niceville cho rằng chúng ăn Vallaris dichotoma (Jour. Bomb. N. H. Soc. xi, 1807, p. 212). Các loài khác gồm Cosmostigma racemosa, Heterostemma brownii và Cocculus spp.

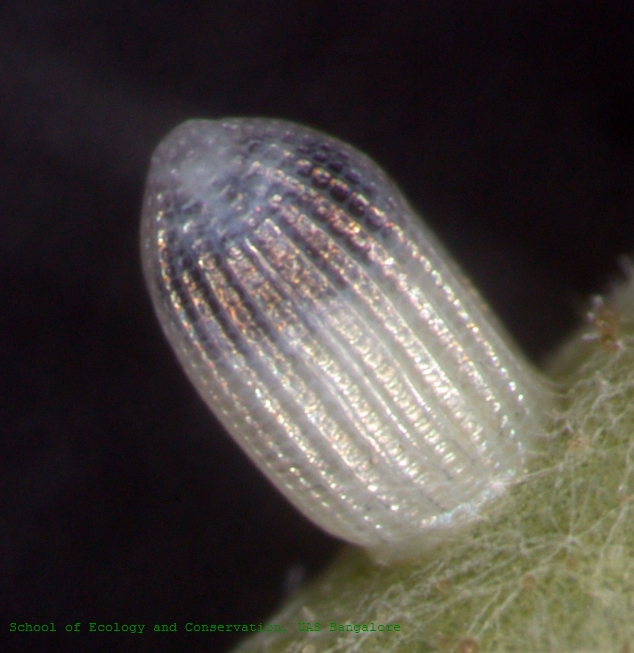
Trứng
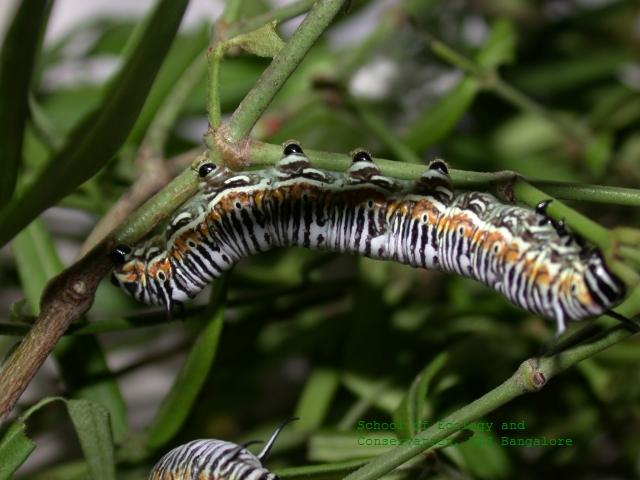
Sâu bướm
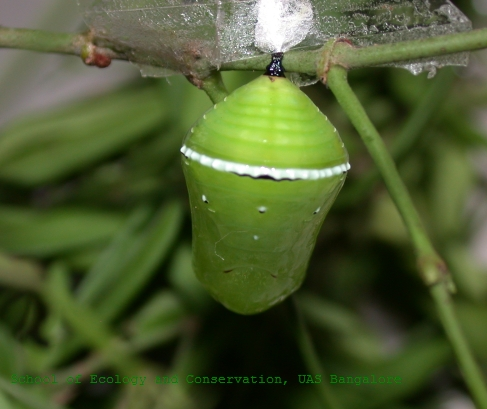
Nhộng
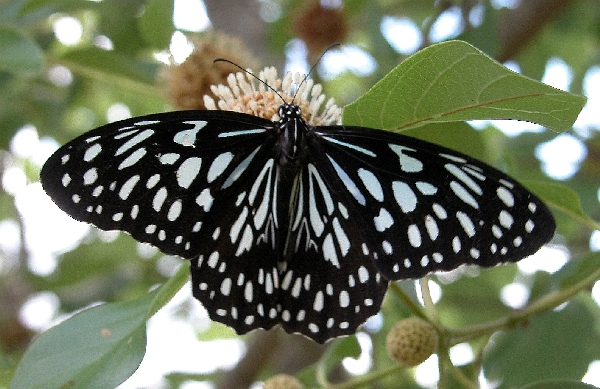
Bướm trưởng thành